# Pakenham
Pakenham é um subúrbio satélite de Melbourne, na região oeste de Vitória, Austrália, a 53 km a sudeste do Distrito Central de Negócios de Melbourne, localizado na área do governo local Shire of Cardinia. Pakenham registrou uma população de 46.421 no Censo de 2016.